# Edgars Eriņš
Edgars Eriņš (né le 18 juin 1986 à Varakļāni) est un athlète letton, spécialiste du décathlon.
À Ribeira Brava, il remporte la Coupe d'Europe seconde division, peu de temps après avoir réalisé un score de 8 312 points, record national, à Valmiera, le 5 juin 2011.
Il remporte le 2 juillet 2017, la médaille d'or de la Seconde Ligue lors des Championnats d'Europe par équipes des épreuves combinées 2017 à Monzón